# Campo de hielo Columbia
El campo de hielo Columbia (del inglés: Columbia Icefield) es uno de los mayores campos de hielo y nieve por debajo del círculo polar ártico. Se sitúa en las Montañas Rocosas Canadienses, entre los parques nacionales de Banff y Jasper, ambos en la provincia de Alberta. Es la mayor acumulación de hielo de las Montañas Rocosas, con cerca de 325 km² de superficie y de 100 a 365 metros de espesor, además de recibir cerca de 7 metros de nieve al año. En el lugar existen varios glaciares. Entre los mayores están los glaciares Athabasca, Castleguard, Columbia, Dome y Stutfield. 
En el campo de hielo hay varios glaciares importantes: 
- glaciar Athabasca
- glaciar Castleguard
- glaciar Columbia
- glaciar Dome
- glaciar Stutfield
- glaciar Saskatchewan

Asimismo, en torno al campo de hielo se pueden encontrar algunas de las montañas más altas de las Montañas Rocosas Canadienses: 
- monte Andrómeda (3450 m)
- monte Athabasca (3491 m)
- monte Bryce (3507 m)
- montaña Castleguard (3090 m)
- monte Columbia (3747 m)
- monte King Edward (3490 m)
- monte Kitchener(3505 m)
- North Twin Peak (3684 m)
- South Twin Peak (3566 m)
- Snow Dome (3456 m)
- pico Stutfield (3450 m)

Los ríos Saskatchewan Norte, Athabasca y Columbia nacen en el campo de hielo Columbia.

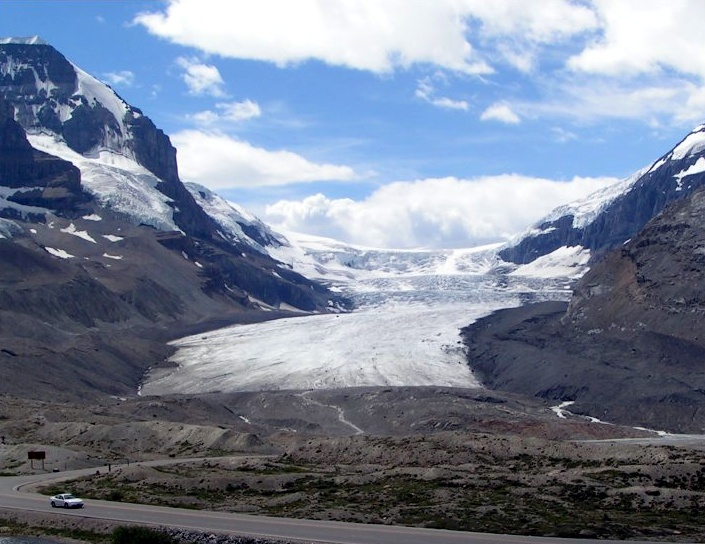
Vista del glaciar Athabasca